# Susana Malcorra
Susana Mabel Malcorra (Rosário, Argentina; 18 de novembro de 1954) é uma engenheira elétrica e diplomata argentina que foi ministra das Relações Exteriores do governo de Mauricio Macri a partir do dia 10 de dezembro de 2015 mas tinha sido anunciada no dia 24 de novembro daquele ano.
Em março de 2012 foi escolhida como chefe de gabinete das Nações Unidas pelo secretário geral da organização, Ban Ki-moon.

## Biografia

### Primeiros anos
Malcorra estudou engenharia elétrica na Universidade Nacional de Rosário, na sua cidade natal. Trabalhou na IBM desde 1979 até 1993, esse mesmo ano começou trabalhar na Telecom da Argentina, empresa da qual foi CEO.

### Nações Unidas
Em 2004 começou a trabalhar na Organização das Nações Unidas como diretora de operações do Programa Mundial de Alimentação. Desde 2008 até 2012 foi secretária-geral adjunta do departamento de apoio logístico. E desde março de 2012 até dezembro de 2015 foi a chefe de gabinete das Nações Unidas, foi sucedida pelo guatemalteco Edmond Mulet.

### Ministra das Relações Exteriores da Nação Argentina
Em novembro de 2015 foi escolhida por Mauricio Macri como ministra das Relações Exteriores da Nação. Desde a toma de posse de Malcorra, começaram vários enfrentamentos com o governo chavista da Venezuela, o então presidente do congresso venezuelano, Diosdado Cabello, a chamou de agente da CIA e a chanceler Delcy Rodríguez pediu para Malcorra não falar mais dos assuntos da Venezuela. Também mudaram outros assuntos na política exterior da Argentina, aproximação com os Estados Unidos e a Aliança do Pacífico e a questão das Ilhas Malvinas ficou afastada da agenda.